# 連廣
連廣（转写：Uksun Liyanguwang；1777年4月21日—1811年10月2日，乾隆四十二年三月十四日子時－嘉慶十六年八月十五日午時），爱新觉罗氏，字號不詳。清朝左翼正藍旗遠支宗室第十二族綿字輩。清朝政治人物、繙譯進士。

## 生平
嘉慶九年（1804年）八月，中式甲子科繙譯鄉試繙譯舉人。
嘉慶十三年（1808年）四月，中式戊辰科繙譯進士。授額外主事，籤分吏部行走。
十六年（1811年）八月十五日卒，年三十五歲。

## 家庭及關聯
- 七世祖：誠毅勇壯貝勒穆爾哈齊（1561年－1620年），清顯祖宣皇帝第二子，追封多羅貝勒，諡勇壯。
- 六世祖：輔國恪僖公喇世塔（1617年－1659年），穆爾哈齊第十子，初封奉恩將軍，晉封奉恩輔國公，諡恪僖。
- 五世祖：輔國將軍喇克達（1644年－1693年），喇世塔第一子，封三等輔國將軍，授官都統，緣事革職。
- 高祖父：奉國將軍敬德（1658年－1708年），喇克達第一子，封三等奉國將軍。
- 曾祖父：奉恩將軍班進泰（1676年－1729年），敬德第二子，封奉恩將軍，官至頭等侍衛，追封和碩肅親王。
- 祖父：宗室增海（1719年－1773年），班進泰第三子，初授三等侍衛，官至盛京將軍。

- 父：宗室德清阿（1737年－1802年），增海第一子，初授三等侍衛，官至阿勒楚喀副都統。
- 母：葉赫那拉氏，德清阿繼室，知府德紀之女。

- 連廣排行第四，有三兄一弟：
  - 蘇爾杭阿（1762年－1763年），早卒。
  - 連祥（1768年－1812年），初授宗學副管，因病告退，恩廕六品官，授工部額外主事。
  - 連科（1774年－1816年），閑散。
  - 連全（1781年－1816年），官宗學副管。

### 妻妾
- 正室：薩克達氏，雲麾使舒敏之女。
- 無側室。

### 子女
有二子。
- 長子：宗室文恩（1806年－1806年），早卒。
- 次子：宗室文通（1808年－1820年），早卒。